# Pierre Montet
Pierre Montet (Villefranche-sur-Saône, 27 de junio de 1885 - París, 18 de junio de 1966) fue un arqueólogo egiptólogo francés, famoso por sus descubrimientos en Tanis en 1939.

## Vida

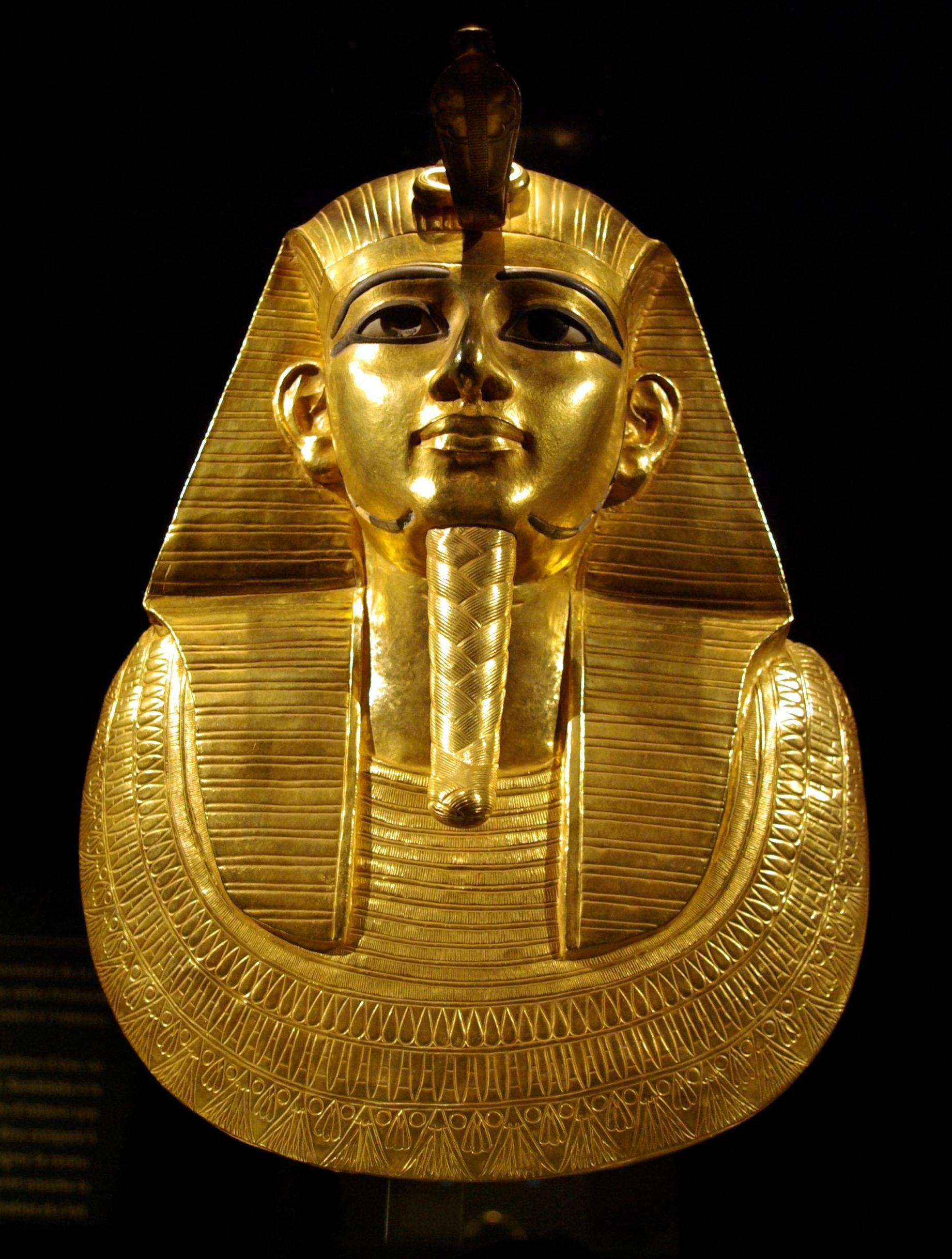
Máscara de Psusenes I.

Cursó estudios en la Universidad de Lyon y fue discípulo de Victor Loret.
Trabajó en Biblos, Líbano, entre 1921 y 1924, excavando las tumbas de los gobernantes de la época del Reino Medio. Entre 1929 y 1939, excavó en Tanis, en el Delta del Nilo, encontrando la necrópolis real de la Dinastía XXI y la Dinastía XXII, los hallazgos superaban en número de tumbas invioladas e igualaba en tesoros al de su colega Howard Carter y casi igualaron en importancia a los de la tumba de Tutankamón, en el Valle de los Reyes.
En la excavación de la temporada 1939-1940, descubrió las tumbas, completamente intactas, de tres faraones: Psusenes I, Amenemope, y Sheshonq II más la tumba, parcialmente saqueada, de Takelot I, en Tanis, en el Bajo Egipto. La última tumba contenía una pulsera de oro de Osorkon I, padre de Takelot, así como un escarabeo junto al corazón; también encontró las tumbas, totalmente saqueadas, de Osorkon II y su hijo, el príncipe Hornakht.
El comienzo de la Segunda Guerra Mundial y la invasión de Francia en mayo de 1940, paralizó todo trabajo de excavación en Tanis; sin embargo, después de la guerra, Montet reanudó sus actividades en Tanis y consiguió desenterrar la tumba, intacta, del general Uendyebaendyed, que sirvió bajo Psusenes I.
Fue profesor de Egiptología en la Universidad de Estrasburgo, de 1919 a 1948, y en el Collège de France de París, entre 1948 y 1956.

## Obras
- Scènes de la vie privée dans les tombeaux égyptiens de l'Ancien Empire, n°24, publication de la Faculté des Lettres de Strasbourg, Paris, 1925.
- Byblos et l'Egypte, quatre campagnes de fouilles à Gebeil, 1921-1922-1923-1924, n°11, Bibliothèque Archéologique et Historique, Paris, 1928.
- Les nouvelles fouilles de Tanis, n°20, publication de la faculté des lettres de Strasbourg, Paris, 1933.
- Le drame d'Avaris, P. Geuthner, Paris, 1941.
- Tanis, Douze années de fouilles dans une capitale oubliée du delta égyptien, Payot, Paris, 1942.
- La vie quotidienne en Égypte - au temps des Ramsès, Hachette, 1946, Paris.
- Con A. Lézine, P. Amiet y E. Dhorme, La nécropole royale de Tanis, 1947-1960, en trois grands volumes décrivant tous les objets exhumés.
- Isis, ou, A la recherche de l'Égypte ensevelie, Hachette, Paris, 1956.
- Géographie de l'Egypte ancienne, Ière partie, To-mehou, la Basse Egypte, Lib. C. Klincksieck, Paris, 1957.
- Lettres de Tanis, 1939-1940, la découverte des trésors royaux, Ed. du Rocher, Monaco, (póstuma) 1998.